# Афинг
Афинг (њем. Affing) општина је у њемачкој савезној држави Баварска. Једно је од 24 општинска средишта округа Ајхах-Фридберг. Према процјени из 2010. у општини је живјело 5.300 становника. Посједује регионалну шифру (AGS) 9771112.

## Географија
Афинг се налази у савезној држави Баварска у округу Ајхах-Фридберг. Општина се налази на надморској висини од 465 метара. Површина општине износи 44,8 km².

## Становништво
У самом мјесту је, према процјени из 2010. године, живјело 5.300 становника. Просјечна густина становништва износи 118 становника/km².

## Међународна сарадња
| Мјесто | Држава | Врста сарадње | Од    |
| ------ | ------ | ------------- | ----- |
|        | Пољска | контакт       | 2000. |
| Извор  |        |               |       |